# Ljiljana Tomanović Ponomarev
Ljiljana Tomanović Ponomarev (Podgorica, 1948) srpska i crnogorska je književnica.

## Biografija
Odrasla je u Herceg Novom gde je završila srednju školu. Diplomirala francuski jezik i književnost na Filološkom fakultetu u Beogradu, usavršavala jezik u Francuskoj na Faculté des lettres u Grenoblu. Pohađala je poslediplomske studije iz sociologije kulture na Fakultetu političkih nauka Univerziteta u Beogradu. Nekoliko godina poslovno je boravila u Džibutiju i Maroku. Profesionalno je prevodila sa francuskog jezika.

## Književni rad
Književnim radom se bavi od 1995. godine, a prvi roman Sestra moja Erika objavila je 2001. godine. Nakon toga objavila je roman Igre i ogledala, 2005. godine. Godine 2012. objavila je roman Učenica profesora Džojsa, koji je bio u najužem izboru za NINovu nagradu za roman godine. Roman Umetnik i muza objavila je 2019 godine.
O njenim romanima pisali su filozof i sociolog Đuro Šušnjić, književni kritičar i književnik Vasa Pavković, pesnikinja Bosiljka Pušić, dramski pisac Stevan Koprivica, esejista i profesor književnosti Zoran Paunović i mnogi drugi.
Na promociji romana Učenica profesora Džojsa govorili su kulturolog Ratko Božović i književni kritičar Nenad Župac, dok je odlomke iz romana čitala glumica Andrijana Videnović. Na promociji romana Umetnik i muza govorili su teoretičar kulture Đorđe Malavrazić, kulturolog Ratko Božović, pesnikinja Dragica Užareva i filozof Aleksandar Prnjat.
Ljiljana Tomanović Ponomarev živi na relaciji Beograd–Petrovac na Mlavi–Herceg Novi–Ženeva.

## Bibliografija
- Sestra moja Erika, Podgorica, 2001
- Igre i ogledala, Beograd, 2005
- Učenica profesora Džojsa, Beograd, 2012
- Umetnik i muza, Beograd, Podgorica, 2019